# 封裕
封裕，五胡十六国時代前燕官员，渤海郡蓨县人，前燕東夷校尉封抽之子。从兄弟封放、封奕，其子封衡，字百華。
他在鮮卑慕容部大人慕容廆麾下为官，313年四月，和宋該、皇甫岌、皇甫真、繆愷、劉斌、封奕同掌枢要。
337年九月，鮮卑慕容部大人慕容皝即位燕王，封裕担任記室監。后任記室参軍。
345年正月，慕容皝把牛借给贫民，让他们在苑囿中佃耕，赋税收取十分之八，自己有牛的收税十分之七。封裕于是上书规谏：
臣闻圣王之宰国也，薄赋而藏于百姓，分之以三等之田，十一而税之；寒者衣之，饥者食之，使家给人足。虽水旱而不为灾者，何也？高选农官，务尽劝课，人治周田百亩，亦不假牛力；力田者受旌显之赏，惰农者有不齿之罚。又量事置官，量官置人，使官必称须，人不虚位，度岁入多少，裁而禄之。供百僚之外，藏之太仓，三年之耕，余一年之粟。以斯而积，公用于何不足？水旱其如百姓何！虽务农之令屡发，二千石令长莫有志勤在公、锐尽地利者。故汉祖知其如此，以垦田不实，征杀二千石以十数，是以明、章之际，号次升平。
自永嘉丧乱，百姓流亡，中原萧条，千里无烟，饥寒流陨，相继沟壑。先王以神武圣略，保全一方，威以殄奸，德以怀远，故九州之人，塞表殊类，襁负万里，若赤子之归慈父，流人之多旧土十倍有余，人殷地狭，故无田者十有四焉。殿下以英圣之资，克广先业，南摧强赵，东灭句丽，开境三千，户增十万，继武阐广之功，有高西伯。宜省罢诸苑，以业流人。人至而无资产者，赐之以牧牛。人既殿下之人，牛岂失乎！善藏者藏于百姓，若斯而已矣。迩者深副乐土之望，中国之人皆将壶餐奉迎，石季龙谁与居乎！且魏、晋虽道消之世，犹削百姓不至于七八，持官牛田者官得六分，百姓得四分，私牛而官田者与官中分，百姓安之，人皆悦乐。臣犹曰非明王之道，而况增乎！且水旱之厄，尧、汤所不免，王者宜浚治沟浍，循郑、白、西门、史起溉灌之法，旱则决沟为雨，水则入于沟渎，上无《云汉》之忧，下无昏垫之患。
句丽、百济及宇文、段部之人，皆兵势所徙，非如中国慕义而至，咸有思归之心。今户垂十万，狭凑都城，恐方将为国家深害，宜分其兄弟宗属，徙于西境诸城，抚之以恩，检之以法，使不得散在居人，知国之虚实。
今中原未平，资畜宜广，官司猥多，游食不少，一夫不耕，岁受其饥。必取于耕者而食之，一人食一人之力，游食数万，损亦如之，安可以家给人足，治致升平！殿下降览古今之事多矣，政之巨患莫甚于斯。其有经略出世，才称时求者，自可随须置之列位。非此已往，其耕而食，蚕而衣，亦天之道也。
殿下圣性宽明，思言若渴，故人尽刍荛，有犯无隐。前者参军王宪、大夫刘明并竭忠献款，以贡至言，虽颇有逆鳞，意在无责。主者奏以妖言犯上，至之于法，殿下慈弘苞纳，恕其大辟，犹削黜禁锢，不齿于朝。其言是也，殿下固宜纳之；如其非也，宜亮其狂狷。罪谏臣而求直言，亦犹北行诣越，岂有得邪！右长史宋该等阿媚苟容，轻劾谏士，己无骨鲠，嫉人有之，掩蔽耳目，不忠之甚。
四业者国之所资，教学者有国盛事。习战务农，尤其本也。百工商贾，犹其末耳。宜量军国所须，置其员数，已外归之于农，教之战法，学者三年无成，亦宜还之于农，不可徒充大员，以塞聪俊之路。

臣之所言当也，愿时速施行；非也，登加罪戮，使天下知朝廷从善如流，罚恶不淹。王宪、刘明，忠臣也，愿宥忤鳞之愆，收其药石之效。
慕容皝看到封裕上書后、下令全部废除苑囿，交给百姓中没有田地的人耕种。实在贫穷的，官府借给耕牛；财力有余却想得到官府耕牛的，都依照魏、晋旧法收税。命令沟渎按时修治。工商之人、学员人数，都应当裁减选择。王宪、刘明，可以恢复原来官职，仍当谏官。如有想指出君主的过失的人，不论贵贱，不必有所忌讳。
封裕忠正耿直，深知王臣的礼节，特赐钱五万。
慕容皝奨励学問，一有时间就到学舍去，经常亲临学校讲授。考查录用生徒达一千多人，人数还在不断增加。这是封裕上書促进的。
350年九月，封裕被任命为河間郡太守。
351年二月，为阻止前燕救援后赵，冉闵派大司马从事中郎常炜出使前燕龙城。燕王慕容儁派封裕去詰問常炜。封裕问道：“冉闵是石氏的养子，却为叛逆之举，怎敢狂妄地自称尊号。”常煒说：“商汤放逐夏桀，周武王讨伐商纣，以此而振兴了商、周的大业；曹操被宦官养育，最终奠定了曹魏的基础。如果不是顺应了上天之命，怎么能够成功。由此可见，何必还要来责问我。”封裕说：“听人说冉闵初立的时候，曾用金子为自己铸像来占卜成败，但没有铸成，是真的吗？”常炜说：“没有听说过。”封裕说：“从南方来的人都说确实是这样，你为什么要隐瞒？”常炜说：“奸人假传天命迷惑人心，就要假借祥瑞、伪托占卜。大魏皇帝握有传国印玺，占据中州，受之于天命。还要取决于金像吗？”封裕说：“传国玺在哪里？”常炜说：“在邺城。”封裕说：“张举说在襄国。”常炜说：“诛杀胡人混乱之中，在邺城的人几乎全灭，逃脱漏网的也潜伏在水渠水沟中，他们怎会知道传国印玺在哪里。他们为了求救，什么荒诞谎言都能说，何况一个传国印玺。”慕容儁认为张举所说的是真话，于是就在常炜身边堆上木柴，派封裕劝诱道：“请你再想想，没必要白白地化为灰烬。”常炜厉言正色，宁死不屈。慕容儁没有杀他，把常炜囚禁在龙城。封裕官至中书监。